# Деребуж
Деребуж— деревня  в  Смоленской области России,  южной части области  в 37  км к югу от Починка, в 17 км северо-западнее Рославля, у автодороги Шумячи —Борщевка А141. В 9 км к востоку от деревни станция Крапивенская на железнодорожной ветке Смоленск —Рославль.   Население — 171 житель  (2007 год). Входит в состав Краснознаменского сельского поселения.

## Экономика
Сельхозкооператив «Деребуж», фермерское хозяйство «Деребуж», средняя школа.

## Достопримечательности
- В 3 км восточнее деревни возле устья реки Стометь комплекс археологических памятников:
  - Стоянка эпохи неолита на мысу Стомети при впадении её в Остёр, относится к 3-му тысячелетию до н.э.
  - Селище тушемлинских племён на этом же мысу V-VII века.
  - Городище XI века на правом берегу Стомети.
  - Курганы на обоих берегах реки.